# Gare de Pékin
La gare de Pékin ou gare de Beijing (chinois : 北京站 ; pinyin : Běijīng Zhàn) est l'une des trois grandes gares ferroviaires de Pékin. Construites dans le style traditionnel de l'architecture chinoise sur les plans des architectes Yang Tingbao et Chen Dengao, elle fut ouverte en 1959.
Les deux autres grands pôles ferroviaires sont la gare de Pékin-Sud et la gare de Pékin-Ouest, des stations de trains de banlieue relient également certaines stations du métro de Pékin. La gare de Pékin-Nord deviendra le terminus de la LGV en direction de Zhangjiakou, à l'occasion des JO d'hiver de 2022.

## Histoire

### Première gare

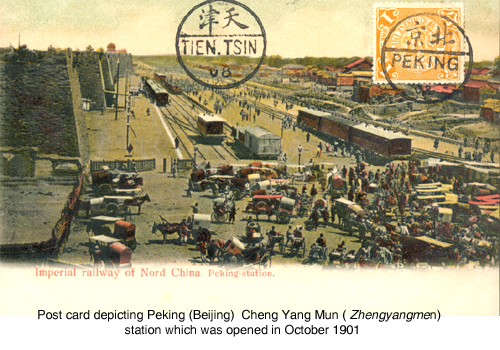
Gare Cheng Yang Mun (Zhengyangmen), vers 1901.

La précédente gare de Pékin était la gare de l'Est (Zhengyangmen), également appelé gare de Pékin, qui était située à 2,5 km à l'ouest, juste à l'extérieur de Zhengyangmen, une porte dans la muraille de la ville directement au sud de la place Tian'anmen. La gare Zhengyangmen a été construit en 1901.

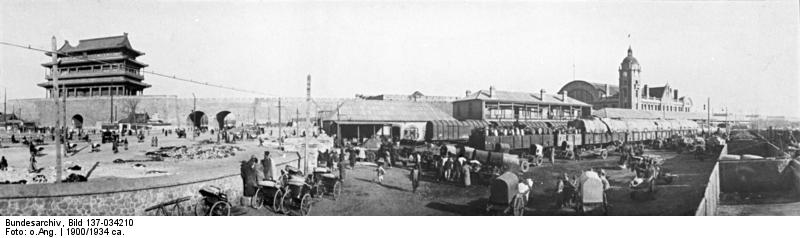
Gare de l'Est Zhengyangmen

La « gare de Pékin » est mise en service en 1901. C'est une gare des Chemins de fer impériaux du Nord de la Chine (en), origine et terminus de la ligne de Pékin à Shanhaiguan. Le bâtiment actuel est inauguré en 1906.
En 1959, elle est renommée Club des Cheminots de Pékin après son remplacement par la nouvelle gare de Pékin.

La gare
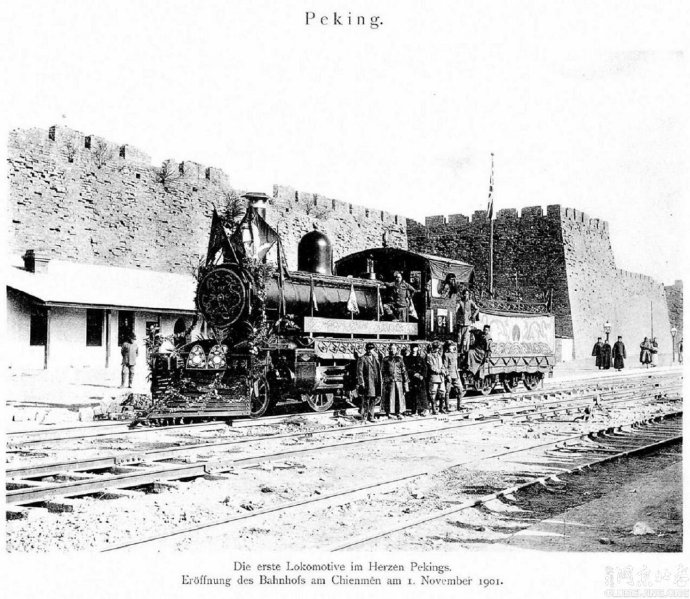
Ouverture en 1901.
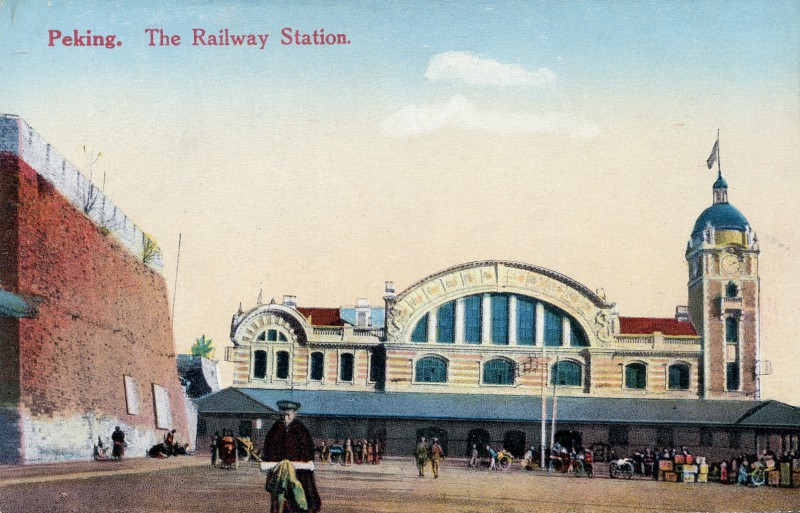
Carte postale (avant 1912). La muraille de la ville est encore visible à gauche.
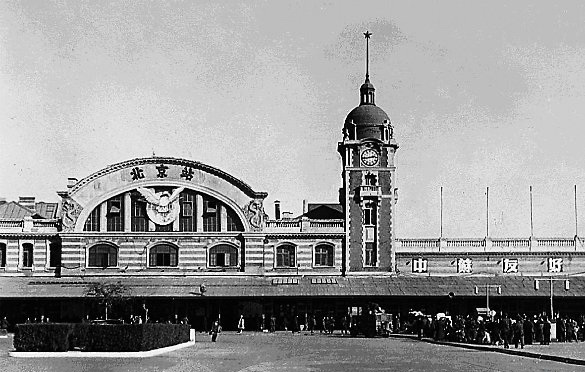
Dans les années 1950.
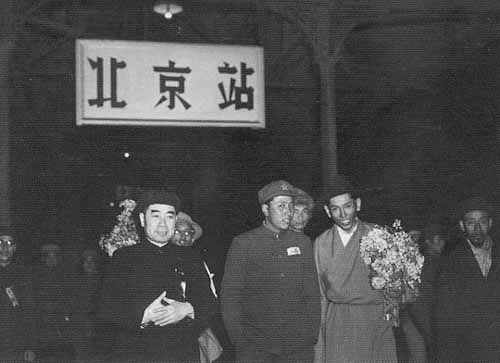
Zhou Enlai accueille des députés du gouvernement local tibétain à la gare en 1951.

En 2008, elle est devenue un musée, qui est maintenant une branche du musée ferroviaire de la Chine (en).

La gare musée
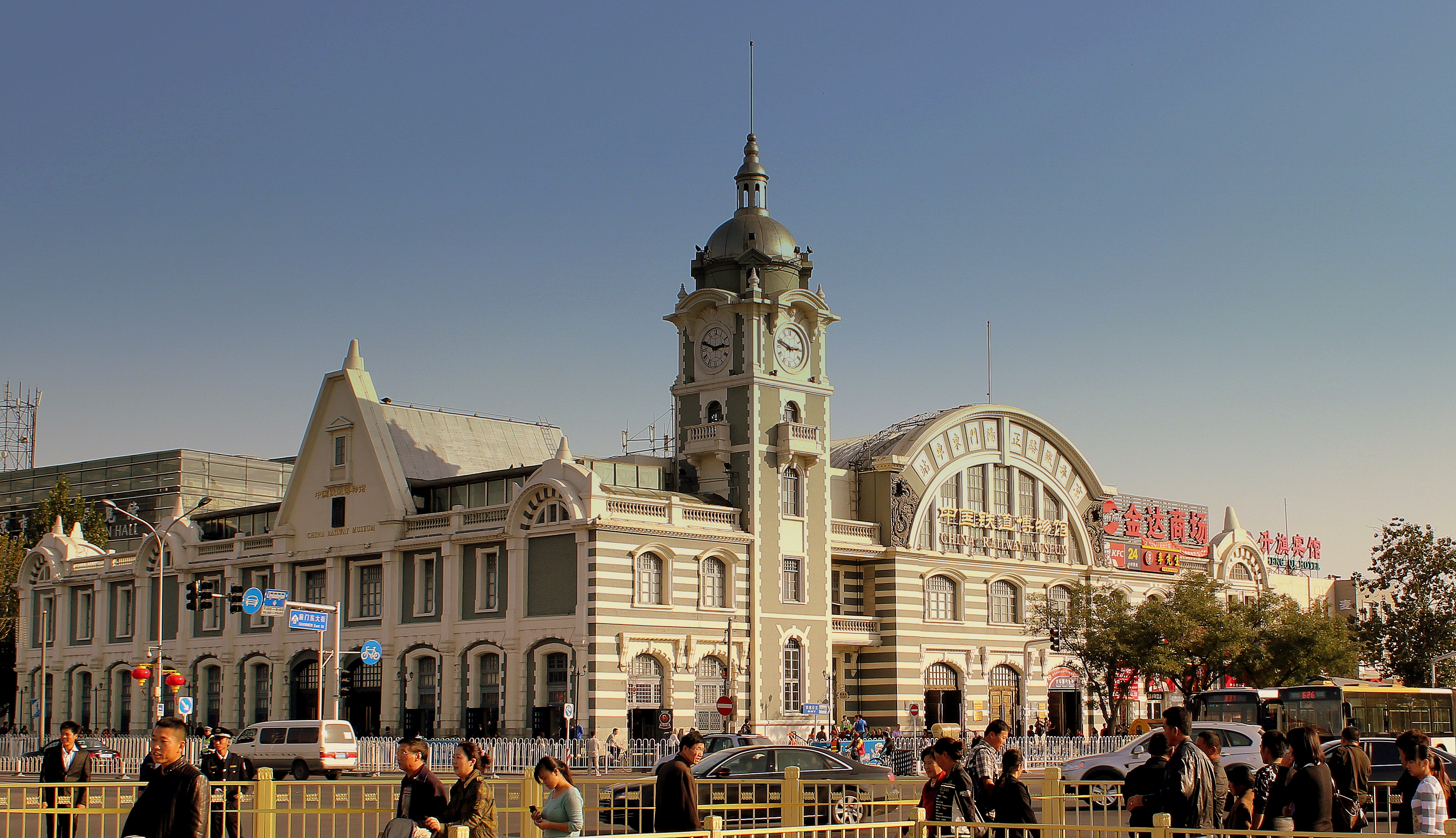
En 2013.
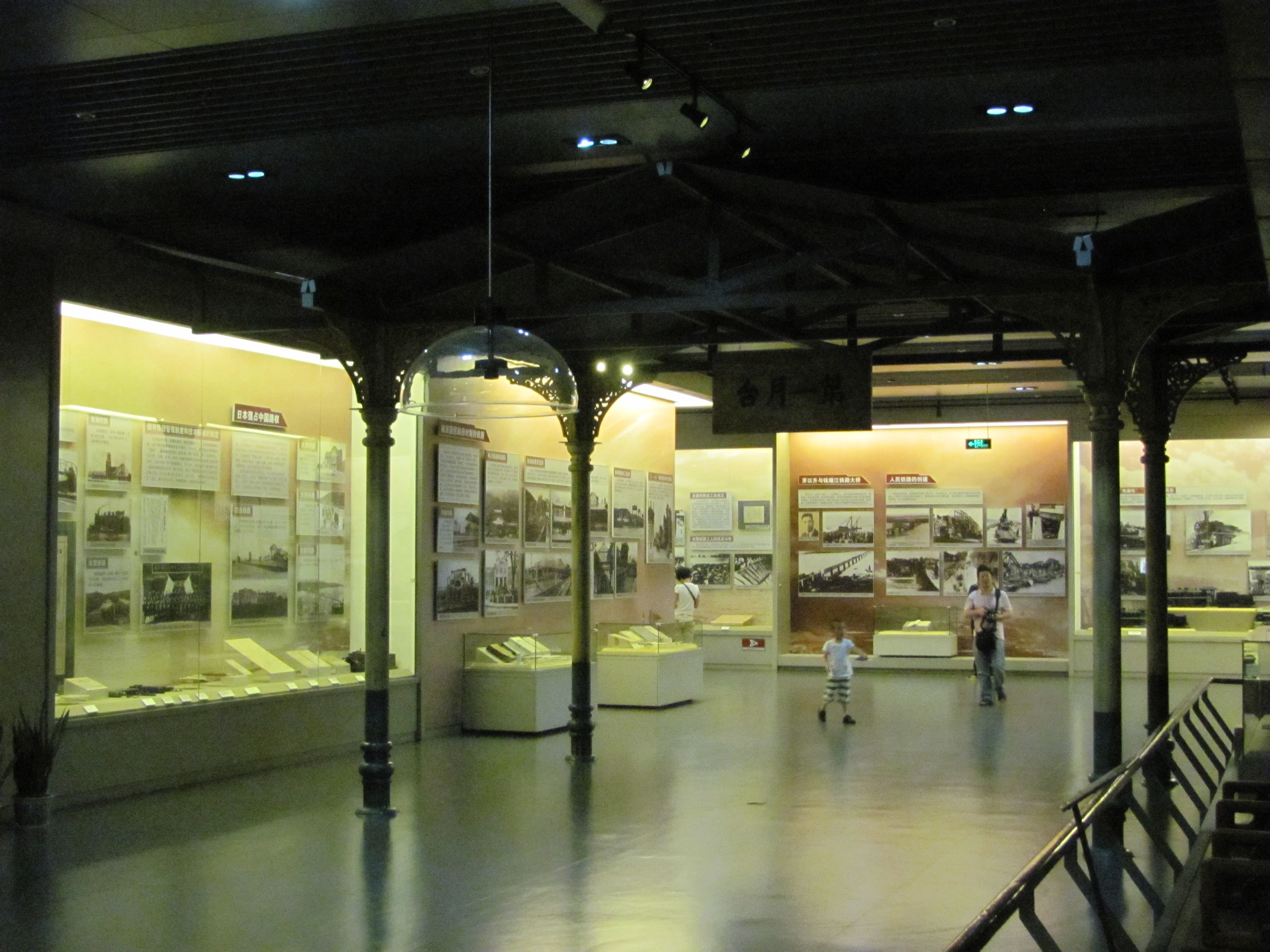
Intérieur du musée.

### Nouvelle gare
À l'occasion du dixième anniversaire de la fondation de la République populaire de Chine, le Comité central du Parti communiste chinois en 1958 a commencé la planification et la construction de dix projets de grande envergure, connus comme les « Dix grands bâtiments» pour présenter la nouvelle perspectives du pays. La gare de Pékin était parmi les projets entrepris.
À la fin octobre 1958, selon les documents de planification de construction du gouvernement municipal de Pékin du début des années 1950, les travaux de conception pour la nouvelle gare ont été initiés. La conception de la gare a été attribuée au troisième département de l'Institut du ministère des chemins de fer (maintenant Third Railway and Design Institute Group Co. Ltd) avec la construction du bâtiment dirigée alors par les architectes renommée Yang Tingbao (杨廷宝) et Chen Deng'ao (陈登鏊), l'Institut de la conception architecturale de Nankin et le département de la construction nationale et de l'industrie devaient coopérer dans les tâches de conception. La conception de la gare a rapidement progressé et en début de décembre de la même année, l'ensemble de la proposition de conception a été achevée. Le 10 décembre, la proposition de la conception a été approuvée par le Comité central . Le premier ministre d'alors Zhou Enlai était aussi très préoccupé par la conception et la construction de la nouvelle gare de Pékin, et a traité des aspects concernant l'orientation et le positionnement des noms de stations à la disposition de l'environnement de la salle VIP . Pour déterminer le programme de conception proposition, Zhou Enlai a proposé que les tourelles soient construites sur chacune des deux ailes du bâtiment principal et cette suggestion a été adoptée

## Transports
La gare est desservie par la ligne 2 du métro de Pékin à la station Beijing Railway Station.